# 산청 공개바위
산청 공개바위(山淸 공개바위)는 대한민국 경상남도 산청군 금서면 방곡리에 있는 바위이다.
2007년 9월 6일 경상남도의 기념물 제266호 산청 방곡리 공개바위로 지정되었다가, 2018년 12월 20일 현재의 명칭으로 변경되었다.

## 개요
5개의 육면체 바위가 25~30도로 기울어진 채 5층 석탑모양을 이루고 있다. 이 바위는 원래 흙 속에 묻혀있었던 것이 오랜 세월이 흐르면서 풍화작용으로 바위를 감싸고 있던 흙이 떨어져 나가면서 현재의 상태로 바위가 노출된 것으로 추정된다. 전설에 따르면 삼베 구만 필을 허리에 두른 마고할미가 공기놀이를 하다가 그 공깃돌을 쌓아두었다고 하여 공개바위라는 명칭이 유래되었다고 한다.

## 참고 문헌
- 산청 공개바위 - 국가유산청 국가유산포털